# Audrey Gogniat
Audrey Gogniat (Le Noirmont, 30 de outubro de 2002) é uma atiradora esportiva suíça.

## Carreira
Gogniat cresceu em Le Noirmont, no cantão de Jura, e se formou no ensino médio em La Chaux-de-Fonds. Ela começou a filmar aos sete anos de idade, sob a supervisão do pai. Depois de se profissionalizar em 2022, conquistou a medalha de ouro na competição por equipes de rifle de ar comprimido nos Jogos Europeus de 2023 em Cracóvia, ao lado de Nina Christen e Chiara Leone. Ela alcançou o 6º lugar no Campeonato Mundial de 2023 em Baku.
Nos Jogos Olímpicos de Verão de 2024, em Paris, conquistou a medalha de bronze na prova de carabina de ar 10 m feminino.